# Geometria (film)
Geometria este un film scurt de comedie horror fantasy din 1987 scris și regizat de Guillermo del Toro. Se bazează vag pe povestirea științifico-fantastică a lui Fredric Brown, „Natural” („Naturally)”, care a fost publicată inițial în Beyond Fantasy Fiction și ulterior retipărită în colecția de povestiri Honeymoon in Hell. Geometria a fost filmat în Guadalajara, Jalisco în Mexic. Este al zecelea scurtmetraj regizat de Del Toro, deși toate, cu excepția filmului Doña Lupe din 1985, au rămas nelansate.
Del Toro nu a fost mulțumit de versiunea originală (original cut) a filmului și a spus că nu a reușit să-l termine așa cum și-a dorit la momentul respectiv. O nouă versiunea  a filmului (director's cut⁠(d)), puțin mai scurtă decât cea din 1987, cu o nouă coloană sonoră compusă de Christopher Drake⁠(d) a fost inclusă în lansarea din 2010 de către The Criterion Collection a debutului regizoral în lungmetraj al lui del Toro din 1993, filmul Cronos.

## Prezentare
O văduvă mexicană (Guadalupe del Toro) primește o scrisoare de la liceul la care învață fiul ei (Fernando Garcia Marin). Este anunțată că băiatul este pe cale să pice pentru a treia oară examenul la geometrie. Femeia își mustră fiul, apoi pornește televizorul, refuzând să-i mai vorbească. Băiatul părăsește camera, jurând că nu va mai eșua niciodată la geometrie.
Băiatul recurge la magie neagră pentru a promova examenul. Într-o cameră întunecată, el citește dintr-o carte de vrăjitorie, care spune: „Ca protecție pentru invocarea unui demon major, intră într-un pentagon desenat cu propriul tău sânge. Acest pentagon va fi singura ta protecție.” Băiatul continuă să urmeze aceste instrucțiuni.
În timp ce femeia stă în sufragerie, privind o pastișă din Exorcistul, își aude fiul țipând în camera alăturată. Când intră, îl găsește stând în mijlocul unui desen însângerat. El o avertizează să plece, spunându-i că pentagonul este singura lui protecție. Un portal strălucitor se deschide în perete, iar un demon (Rodrigo Mora) apare prin el. Băiatul îi cere demonului să-i îndeplinească două dorințe. Prima că nu va eșua din nou la geometrie, a doua ca tatăl său Francisco, care a murit într-un accident în urmă cu trei luni, să se întoarcă. Demonul se conformează acestuia din urmă, făcându-l pe Francisco să se materializeze imediat. Cu toate acestea, el este acum un zombi fără minte. Francisco își ucide și își mănâncă soția, în timp ce fiul lor se uită îngrozit, incapabil să iasă din pentagon de teamă să nu-și piardă protecția magică.
Demonul îi poruncește băiatului să se predea, dar el refuză să cedeze, spunând că nu poate fi rănit cât timp stă în pentagon. Demonul motivează că i-a îndeplinit deja una dintre cele două dorințe ale băiatului: familia lui este din nou împreună. El subliniază, de asemenea, că ceea ce a desenat băiatul nu este un pentagon, ci un hexagon, care nu oferă niciun fel de protecție magică. Demonul gândește că și cealaltă dorință a băiatului a fost îndeplinită: nu va mai eșua niciodată la geometrie. Francisco se apropie de fiul său din spate și îl apucă de cap, înclinându-l înapoi. Băiatul deplânge nedreptatea situației sale. Demonul este de acord și întinde o mână pentru a-l prinde de gât. Ecranul devine negru pe măsură ce se aud sunete de gât rupt.